# ウィリアム・ビーティ
サー・ウィリアム・ビーティ（Sir William Beatty, 1773年4月 - 1842年3月25日）は、アイルランド生まれのイギリス海軍の軍医、内科医。アイルランドのデリーで生まれ、1791年に18歳で軍医助手として軍艦に乗った。トラファルガーの海戦時のヴィクトリーの軍医としてホレーショ・ネルソン提督の最期を看取ったこと、そして、この時の様子を綴った"The Death of Lord Nelson"で有名である。

## 人物

### 子供時代と医学教育
ビーティはアイルランド国税局の職員である父ジェームズと母アン・スミスの長男として生まれた。彼がどのような教育を受けたかについての記録は残されていないが、地元の学校、恐らくはフォイル・アカデミーと思われる学校に通い、その後医学の勉強をしている。グラスゴー大学医学部あるいはロンドンの"The United Hospitals of the Borough"‐ガイズ・ホスピタルとセント・トーマス病院‐で学ぶ前に、近くのブンクラナで半給待遇であった海軍軍医のおじ、ジョージ・スミスの元で医学の修業をしたようでもある。明らかなのは、1791年5月5日に、18歳のビーティはイングランド王立外科医師会会員を前に試験を受け、海軍が求めている雇用条件を満たしているとされた。

### 軍医助手
ビーティは早速、64門の3等艦ディクテーターに第二軍医助手として乗り込んだが、間もなくして32門フリゲートのイフィゲニア (フリゲート)に転属となった、1791年9月のことだった。1793年2月1日には32門フリゲート、ハーマイオニーの第一軍医助手となった。この日は革命期のフランスがイギリスに宣戦布告を行った、まさにその当日だった。
「ハーマイオニー」はカリブ海に向かい、到着後の1793年9月5日、ビーティはスクーナーフライング・フィッシュの代理軍医となった。1794年6月25日には、ポルトープランスで、28門フリゲート、アリゲーターの代理軍医に就任した。ここでは早々に黄熱病の発生に直面することになり、乗員の4分の1に当たる50人がこれで死亡した。アリゲーターはイギリスへ戻り、1795年2月19日、ビーティはもう1度王立外科医師協会の試験を受けて、軍医として勤務する資格ありと判断された。

### 軍艦での任務
ビーティは1795年3月8日、28門フリゲート、ポモナの軍医となったが、ほどなくして艦長のオーガスタス・フィッツロイと衝突した。7月19日、ビーティが患者名簿に記入した2名の状態に関しての話し合いがとげとげしいものとなり、このためフィッツロイは、ビーティを無能で自分を侮辱したと非難し、その後ビーティの逮捕を命じた。ビーティの軍法会議は、8月4日にノアに停泊していたマラバーの艦上で行われた。一等海尉と二等海尉をはじめとする目撃者の聞き取りの後、12人のシニア・キャプテンにより、ビーティはすべての点で無罪となった。
1795年9月、ビーティは38門フリゲート、アメティストの軍医に任命されたが、それからわずか3か月後の12月29日、かなりの強風が吹き荒れる夜に、ガーンジー島周辺を航行していた「アメティスト」は難破し、オルダニーの海岸に座礁せざるを得なくなった。ビーティの次の配属先は32門フリゲートのアルクメンで、1796年3月26日に就任した。この艦の仕事はアメティストよりもはるかに恵まれていた。「アルクメン」がポルトガルの沿岸とスペインとで海戦に加わり、地中海作戦では多くの艦を拿捕した。1799年10月17日、アルクメンはエタリオン、ナイアッド、「トリトン」とスペイン沖を航海していたところ、スペインのフリゲートである「テティス」、そして「サンタブリガーダ」と交戦し、この2隻を拿捕した。イギリス艦は、この2隻が金の延べ棒と高価な貨物を積んでいたことを大いに喜び、それを換金したところ総計65万2000ポンドにもなった。ビーティに支給されたのは2468ポンドで、これは彼の年俸の40倍に相当した。
1801年3月、ビーティは「アルクメン」から、36門フリゲートのレジスタンスへ転属し、1802年1月のアミアンの和約で、英仏間の争いが終わるまでこの艦にいた。その後は半給待遇となり、1日当たり2シリング6ペンスが支給された。
平和は長続きしなかった。1803年5月、イギリスはフランスに宣戦布告を出した。7月にビーティは准士官待遇の軍医として、74門戦列艦のスペンサーに乗った。この艦はブレスト沖の海上封鎖艦隊に配置されており、その翌年まで、嵐の多い冬の間中配置されていた。1804年6月、「スペンサー」はスペインのフェロル港北西部の封鎖を行っている最中に岩礁にぶつかり、修理のためプリマスに戻らざるを得なくなった。その後「スペンサー」は地中海に派遣され、8月にトゥーロン沖を封鎖しているネルソン艦隊に合流した。1804年の12月、ビーティは同じアイルランド人で、アルスター出身のジョージ・マグラスの後任として、ネルソンの旗艦ヴィクトリーの軍医となった。マグラスはジブラルタルの海軍病院にいたところを、軍医として「ヴィクトリー」に乗ったのである。

### トラファルガーの海戦

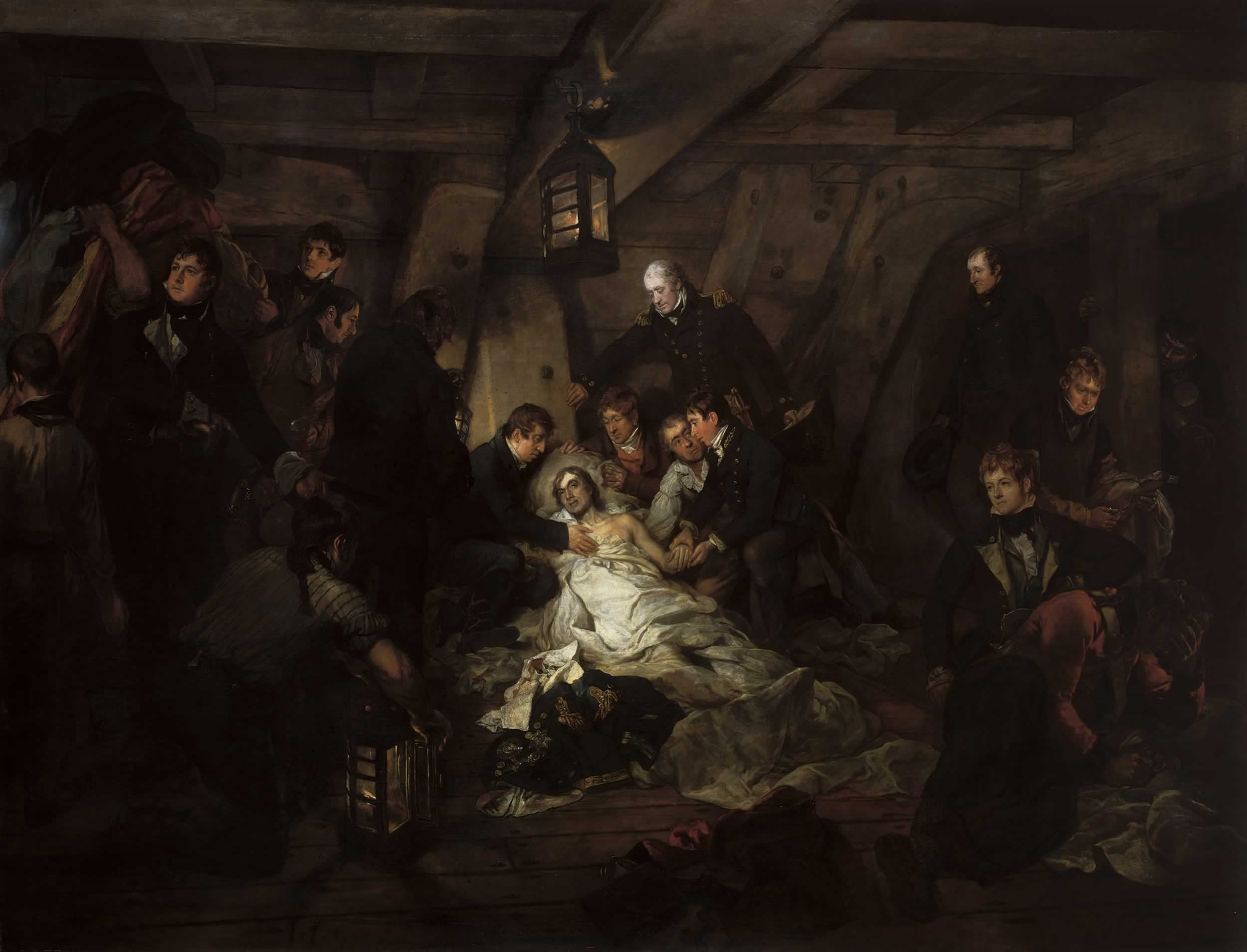
瀕死のネルソンと彼を取り巻く人々。向かって右の、ネルソンの脈を取っているのがビーティ。

1805年10月21日、トラファルガーの海戦の当日には、「ヴィクトリー」には815人が乗り組んでいて、そのうち57人が戦死、109人が負傷した。ビーティ1人で10の切断手術に駆り出された。大部分は脚の切断で、この手術により多くの命が救われた。負傷した者のうち、後に死亡したのはわずか6人だった。しかし、ネルソン自身が負傷した時は、ビーティは治療を施さなかった。これについてビーティは、もう手の施しようがなかったのだと主張した。
ネルソンは自分が死んだ場合、当時の他の海軍軍人や乗員のように、単に水葬されるのではなくて、故国に埋葬してもらいたいと話していた。そこでビーティは、イギリスに帰り着くまで提督の遺体を保存する必要があり、ブランデーの樽に漬けておくことにした。1805年10月28日、ビーティは、遺体から放出される気体類のため樽の栓が吹き飛んだことを話して、位置についていた歩哨の海兵を驚かせた。ジブラルタルに着いてから、樽にはエチルアルコールがなみなみと入れられた。そうすることで、遺体の空洞となった部分が満たされるからだった 。この事件が、イギリスの乗員が、遺体の入っていた樽のブランデーを飲んだとする伝説につながったものと思われる。ヴィクトリーがノアに近づいたため、ビーティは検死を行い、致命傷のもととなった銃弾を除去し、その後に報告書"A Concise History of the Wound"（致命傷についての簡潔な事実）を書いた。ビーティはロンドンで行われたネルソンの国葬に出席した。ヴィクトリーは1806年1月に退役し、ビーティはシアネスの病院船サセックスの軍医となった。そこで彼は"Authentic Narrative of the Death of Lord Nelson"（ネルソン卿の戦死の真実）をものし、これは結局1807年の初頭に出版された。

### 艦隊医就任
ビーティは1806年9月25日、海峡艦隊の艦隊医（Physician of the Fleet）となった。その年の2月28日に、アバディーン大学医学部から、艦隊医となるに必要なだけの学位を受けたのである。この仕事は沿岸部中心に行われ、ほとんどは行政に関するものであったものの、1807年には、ビーティ自身と他の多くの海軍軍医が、種痘の実践のための啓蒙活動を行った。ビーティは艦隊医を1815年まで務め、そして戦争は終わった。

### 除隊後
ビーティは1815年から1817年までは、エディンバラで医学の勉強に戻り、1817年10月14日にセントアンドリュース大学から、2度目の学位を得て、1817年12月22日にはロンドン王立医学院で開業の資格を得た。そしてその後5年間、プリマスで民間人相手に開業し、1818年4月には、ロンドン・リンネ協会のメンバーに選ばれ、また王立協会の会員（フェロー）として受け入れられた 。

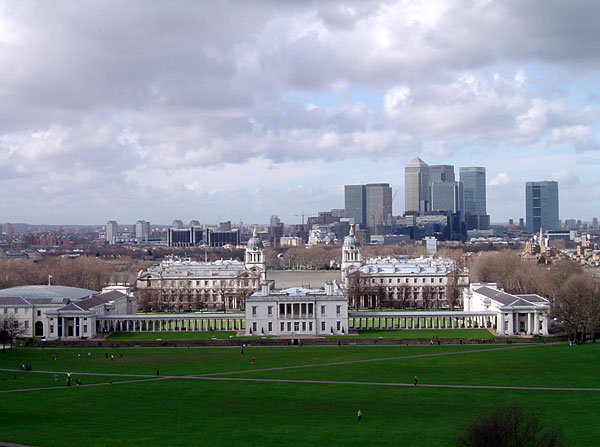
グリニッジ病院（2004年撮影）

1822年9月、ビーティはロンドンのグリニッジ病院の医師となり、その後17年間勤務する一方で、スコットランド滞在時のジョージ4世の侍医ともなり、1827年にはクラレンス公の侍医となった。クラレンス公はその後すぐにウィリアム4世として即位し、ビーティを1831年にナイト爵に叙した。
ビーティはまたロンドンのビジネス界や科学界で重要な位置にあった。クレリカル・メディカル保険会社やロンドン・グリニッジ鉄道の理事を務め、長期にわたって蓄えた資産で、多くの資料や本を集めた。

### 引退そして逝去
ビーティは1839年7月に、66歳で第一線を退き、41年間の現役生活への報酬として年間200ポンドの恩給を受け取った。ロンドンのパディントンのヨークストリート43番地に住居を構え、トラファルガー広場のネルソン記念柱創設のための組織委員会の委員となった。
1842年3月25日、ビーティは気管支炎のためヨークストリートの家で死亡した。ケンサルグリーン墓地に埋葬され、本人の希望で、墓には目立たないアーチ型天井がつけられた。1990年代になって、ビーティの墓であることを示す記念碑が1805クラブによって取り付けられた。これは、トラファルガーの海戦に参戦した軍人たちの思い出を語り継ぐための団体である。
2005年に放送されたチャンネル4のドキュメンタリー番組"Trafalgar: Battle Surgeon"（トラファルガーの軍医）では、アイルランド人俳優フランシス・マギーがビーティに扮し、戦闘中の医療活動に重点を置いて描いている。また、ビーティが使用した手術道具はグラスゴー王立医学及び外科学校で見ることができる。